# Renée Richards
Pour les articles homonymes, voir Richards.
Ne pas confondre avec l'acteur et réalisateur québécois René Richard Cyr.
Renée Richards, née Richard Raskind le 19 août 1934 à New York dans le quartier du Queens, est une joueuse de tennis américaine devenue une éminente ophtalmologue des années 1960. Avant son opération de réattribution sexuelle, elle a eu une carrière dans le tennis amateur masculin puis elle entame en 1976 une carrière de joueuse de tennis professionnelle au cours de laquelle elle connaît, malgré elle, la célébrité, à cause de la médiatisation de son changement de genre.

## Biographie

### Avant sa transition
En 1954, Richard Raskind est capitaine de son équipe de tennis à l'Université Yale. Raskind poursuit ensuite des études de médecine à l’Université de Rochester, sert dans l’US Navy en tant que lieutenant commander, puis officie à New York comme ophtalmologue, avec une spécialité dans le traitement du strabisme. Jouant de tennis de façon amateur, Raskind participe entre autres à cinq reprises aux Internationaux des États-Unis dans les années 1950 et dispute durant cette période de nombreux tournois majeurs aux États-Unis, tels que l'US National Indoor, l'US Clay Court, l'Eastern Grass Court Championships ou encore le tournoi de Newport. Raskind rencontre cependant davantage de succès dans des épreuves secondaires, remportant en effet un championnat d'État à New York en 1964.

### Première tentative de réassignation sexuelle
Raskind voyage en Europe dans les années 1960 avant d'entreprendre de se faire opérer dans une clinique gynécologique de Georges Burou à Casablanca pour effectuer une partie de sa transition d'homme en femme. Des œstrogènes lui sont administrés mais, l'angoisse est si paralysante que Raskind renonce à l'intervention chirurgicale au dernier moment, retourne aux États-Unis où, encore connue socialement en tant qu'homme, elle se marie avec une femme et a un fils (Nicholas).

### Réassignation sexuelle effective
Après son divorce en 1975, Raskind tente alors une seconde opération en Californie sur les recommandations du psychologue Harry Benjamin. C'est un succès : elle est enfin reconnue socialement comme femme, sous le nom de Renée Richards. Elle se lance alors, à plus de quarante ans, dans une honorable carrière de joueuse de tennis professionnelle sur le circuit WTA.
En 1976, à la suite des révélations d'un journaliste, l'USTA lui refuse le droit de concourir à l'US Open au motif de sa transidentité. Encouragée par des centaines de lettres, elle porte l'affaire en justice. La Cour suprême de New York lui donne raison en 1977 et, la même année aux côtés de Betty-Ann Stuart, elle atteint la finale du double dames de l'épreuve.
Après avoir été 20e joueuse mondiale en février 1979 et avoir entraîné Martina Navrátilová pendant deux saisons, elle abandonne définitivement le tennis professionnel en 1982 et renoue aussitôt avec la médecine.
Elle publie en 1983 une première autobiographie, Second Serve, adaptée en téléfilm en mai 1986 pour une chaîne américaine, avec Vanessa Redgrave dans le rôle de Raskind/Richards. Dans son second ouvrage, No Way Renée, paru en 2007, elle évoque notamment les multiples bouleversements identitaires et familiaux liés à son changement anatomique, en particulier ses relations difficiles avec son fils.
Renée Richards exerçait encore sa profession d'ophtalmologue en 2004.

## Palmarès

### Titres en simple dames
| No | Date       | Nom et lieu du tournoi                        | Catégorie | Dotation | Surface         | Finaliste     | Score         |          |
| -- | ---------- | --------------------------------------------- | --------- | -------- | --------------- | ------------- | ------------- | -------- |
| 1  | 06-03-1978 | Avon Futures of Southwest Florida, Fort Myers | Futures   | 20 000 $ | Terre (ext.)    | Laura duPont  | 6-1, 6-7, 6-4 | Parcours |
| 2  | 26-01-1981 | Avon Futures of Roanoke, Roanoke              | Futures   | 30 000 $ | Moquette (int.) | Jane Stratton | 7-5, 6-3      | Parcours |

### Finales en simple dames
| No | Date       | Nom et lieu du tournoi                     | Catégorie | Dotation  | Surface         | Vainqueure     | Score         |          |
| -- | ---------- | ------------------------------------------ | --------- | --------- | --------------- | -------------- | ------------- | -------- |
| 1  | ??-08-1977 | Tennis Week Open, Orange                   |           | NC        | Terre (ext.)    | Lindsey Beaven | 1-6, 7-6, 6-1 | Parcours |
| 2  | 05-02-1979 | Avon Championships of Seattle, Seattle     |           | 125 000 $ | Moquette (int.) | Chris Evert    | 6-1, 3-6, 6-3 | Parcours |
| 3  | 10-09-1979 | Womens Open Greater Pittsburgh, Pittsburgh |           | 35 000 $  | NC              | Sue Barker     | 6-3, 6-1      | Parcours |
| 4  | 03-03-1980 | Avon Futures of Atlanta, Atlanta           | Futures   | 25 000 $  | Dur (int.)      | Kay McDaniel   | 4-6, 6-4, 7-6 | Parcours |

### Titre en double dames
| No | Date       | Nom et lieu du tournoi                        | Catégorie | Dotation | Surface         | Partenaire       | Finalistes                     | Score    |          |
| -- | ---------- | --------------------------------------------- | --------- | -------- | --------------- | ---------------- | ------------------------------ | -------- | -------- |
| 1  | 11-04-1977 | Lionel Cup of Port Washington Port Washington |           | 20 000 $ | Moquette (int.) | Billie Jean King | Patricia Bostrom Jane Stratton | 6-3, 6-0 | Parcours |

### Finales en double dames
| No | Date       | Nom et lieu du tournoi                          | Catégorie      | Dotation  | Surface         | Vainqueures                     | Partenaire        | Score         |          |
| -- | ---------- | ----------------------------------------------- | -------------- | --------- | --------------- | ------------------------------- | ----------------- | ------------- | -------- |
| 1  | 29-08-1977 | US Open Forest Hills                            | G. Chelem      | 250 000 $ | Terre (ext.)    | Martina Navrátilová Betty Stöve | Betty-Ann Stuart  | 6-1, 7-6      | Parcours |
| 2  | 23-01-1978 | Avon Futures of Columbus Columbus (OH)          | Futures        | 20 000 $  | Moquette (int.) | Ann Kiyomura Sue Mappin         | Paulina Peisachov | 6-2, 6-4      | Parcours |
| 3  | 06-03-1978 | Avon Futures of Southwest Florida Fort Myers    | Futures        | 20 000 $  | Terre (ext.)    | Pam Whytcross Chris O'Neil      | Ann Kiyomura      | 6-3, 6-1      | Parcours |
| 4  | 29-03-1978 | First National WTA Championships Stuart         | Colgate Series | 15 000 $  | Terre (ext.)    | Mona Guerrant Helen Cawley      | Zenda Liess       | 6-1, 6-3      | Parcours |
| 5  | 01-01-1979 | Avon Championships of Washington Washington     |                | 125 000 $ | Moquette (int.) | Mima Jaušovec Virginia Ruzici   | Sharon Walsh      | 4-6, 6-2, 6-4 | Parcours |
| 6  | 05-03-1979 | Avon Championships of Philadelphie Philadelphie |                | 125 000 $ | Dur (int.)      | Françoise Dürr Betty Stöve      | Virginia Wade     | 6-4, 6-2      | Parcours |
| 7  | 05-01-1981 | Avon Futures of Southwest Florida Fort Myers    | Futures        | 30 000 $  | Dur (int.)      | Rene Blount Dianne Morrison     | Joyce Portman     | 6-1, 6-3      | Parcours |

## Parcours dans les tournois duGrand Chelem

### En simple messieurs
| Année | Open d'Australie | Open d'Australie | Internationaux de France | Internationaux de France | Wimbledon | Wimbledon | US Open         | US Open          |
| ----- | ---------------- | ---------------- | ------------------------ | ------------------------ | --------- | --------- | --------------- | ---------------- |
| 1953  | —                | —                | —                        | —                        | —         | —         | 1er tour (1/64) | Ricardo Balbiers |
| 1954  | —                | —                | —                        | —                        | —         | —         | —               | —                |
| 1955  | —                | —                | —                        | —                        | —         | —         | 2e tour (1/32)  | Barry MacKay     |
| 1956  | —                | —                | —                        | —                        | —         | —         | 1er tour (1/64) | Armando Vieira   |
| 1957  | —                | —                | —                        | —                        | —         | —         | 2e tour (1/32)  | Donald Fontana   |
| 1958  | —                | —                | —                        | —                        | —         | —         | —               | —                |
| 1959  | —                | —                | —                        | —                        | —         | —         | —               | —                |
| 1960  | —                | —                | —                        | —                        | —         | —         | 1er tour (1/64) | Neale Fraser     |

N.B. : à droite du résultat se trouve le nom de l'ultime adversaire.

### En simple dames
| Année | Open d'Australie (janvier) | Open d'Australie (janvier) | Internationaux de France | Internationaux de France | Wimbledon | Wimbledon | US Open         | US Open        | Open d'Australie (décembre) | Open d'Australie (décembre) |
| ----- | -------------------------- | -------------------------- | ------------------------ | ------------------------ | --------- | --------- | --------------- | -------------- | --------------------------- | --------------------------- |
| 1977  | -                          | -                          | -                        | -                        | -         | -         | 1er tour (1/64) | Virginia Wade  | -                           | -                           |
| 1978  | n/a                        | n/a                        | -                        | -                        | -         | -         | 1er tour (1/64) | Ilana Kloss    | -                           | -                           |
| 1979  | n/a                        | n/a                        | -                        | -                        | -         | -         | 3e tour (1/16)  | Chris Evert    | -                           | -                           |
| 1980  | n/a                        | n/a                        | -                        | -                        | -         | -         | 2e tour (1/32)  | Wendy Turnbull | -                           | -                           |
| 1981  | n/a                        | n/a                        | -                        | -                        | -         | -         | 1er tour (1/64) | Andrea Leand   | -                           | -                           |

À droite du résultat, l’ultime adversaire.

### En double dames
| Année | Open d'Australie (janvier) | Open d'Australie (janvier) | Internationaux de France | Internationaux de France | Wimbledon | Wimbledon | US Open                     | US Open                  | Open d'Australie (décembre) | Open d'Australie (décembre) |
| ----- | -------------------------- | -------------------------- | ------------------------ | ------------------------ | --------- | --------- | --------------------------- | ------------------------ | --------------------------- | --------------------------- |
| 1977  | -                          | -                          | -                        | -                        | -         | -         | Finale B. Stuart            | Navrátilová Betty Stöve  | -                           | -                           |
| 1978  | n/a                        | n/a                        | -                        | -                        | -         | -         | 2e tour (1/16) T. Holladay  | Tanya Harford Anne Hobbs | -                           | -                           |
| 1980  | n/a                        | n/a                        | -                        | -                        | -         | -         | 3e tour (1/8) Mima Jaušovec | B. J. King Navrátilová   | -                           | -                           |
| 1981  | n/a                        | n/a                        | -                        | -                        | -         | -         | 3e tour (1/8) F. Hutnick    | Kathy Jordan Anne Smith  | -                           | -                           |

Sous le résultat, la partenaire ; à droite, l’ultime équipe adverse.

### En double mixte
| Année | Open d'Australie (janvier), | Open d'Australie (janvier), | Internationaux de France | Internationaux de France | Wimbledon | Wimbledon | US Open                      | US Open                   | Open d'Australie (décembre), | Open d'Australie (décembre), |
| ----- | --------------------------- | --------------------------- | ------------------------ | ------------------------ | --------- | --------- | ---------------------------- | ------------------------- | ---------------------------- | ---------------------------- |
| 1978  | n/a                         | n/a                         | -                        | -                        | -         | -         | 3e tour (1/8) John Lucas     | Helen Anliot Chris Lewis  | n/a                          | n/a                          |
| 1979  | n/a                         | n/a                         | -                        | -                        | -         | -         | 1/2 finale Ilie Năstase      | Greer Stevens Bob Hewitt  | n/a                          | n/a                          |
| 1980  | n/a                         | n/a                         | -                        | -                        | -         | -         | 1er tour (1/16) Ilie Năstase | Betty Stöve Frew McMillan | n/a                          | n/a                          |

Sous le résultat, le partenaire ; à droite, l’ultime équipe adverse.

## Publications
- (en) Renée Richards et John Ames, Second Serve : The Renée Richards Story, New York, Stein & Day, 1983, 373 p. (ISBN 978-0-8128-2897-9)
- (en) Renée Richards et John Ames, No Way Renée : The Second Half of My Notorious Life, New York, Simon & Schuster, 2007, 302 p. (ISBN 978-0-7432-9013-5, présentation en ligne)